# 大祚栄 (駆逐艦)
大祚栄（テ・ジョヨン、日本語読み：だい そえい、朝鮮語：대조영、ラテン文字：Dae Joyeong, DDH-977) は、大韓民国海軍の駆逐艦。李舜臣級駆逐艦の3番艦。艦名は渤海の初代王・大祚栄に由来する。

## 艦歴
「大祚栄」は、KDX-IIに基づく4,400トン級駆逐艦として大宇造船海洋で建造され、2003年11月12日進水、2005年6月30日に就役した。
2009年7月16日、ソマリア沖の海賊対策の為に編成された清海部隊第2次隊として、韓国を出発。8月22日に現地にて任務を開始する。12月21日に第3次隊の「DDH-975 忠武公李舜臣」と交代し帰国の途につく。任務中は韓国籍船舶66隻を含む、25回全592隻の船舶に対する護衛を実施、ほかに海賊に拉致されたイエメン漁師5名を救出している。2010年1月18日午前、鎮海軍港に帰港する。
2011年12月16日、清海部隊第9次隊として釜山海軍作戦基地を出航し、2012年1月中旬頃に現場海域に到着し護衛任務を開始し、6月頃まで任務継続の予定。
2014年4月16日、全羅南道珍島郡観梅島沖で起こったセウォル号沈没事故の捜索活動を行う。この際、21歳の兵長が貨物エレベーターの作業中に頭部を負傷、19日に死亡した。
2015年10月、平成27年自衛隊観艦式に13年ぶりに韓国海軍艦艇として参加した。